# Turkmenistan Supercup
Der Turkmenistan Supercup ist ein Fußballpokalwettbewerb in Turkmenistan. Der Turkmenistan Supercup wird vom nationalen Fußballverband, dem Türkmenistanyň Futbol Federasiýasy, organisiert. Bei dem Spiel treffen der Meister der ersten Liga sowie der Gewinner des Turkmenistan Cup aufeinander. Sollte der Meister Gewinner des Pokals sein, tritt der Pokalfinalist an. Der Cup wird vor Beginn der neuen Saison ausgetragen. Erstmals wurde der Turkmenistan Supercup 2005 ausgetragen.

## Sieger seit 2005
| Jahr | Sieger                                       | Verlierer                              | Ergebnis          | Austragungsort                                   |
| ---- | -------------------------------------------- | -------------------------------------- | ----------------- | ------------------------------------------------ |
| 2005 | HTTU Aşgabat Meister 2005                    | Merw FK Pokalsieger 2005               | 4:1               | Sport-Toplumy-Stadion, Balkanabat                |
| 2006 | FC Balkan Botevgrad Vizemeister 2006         | HTTU Aşgabat Meister/Pokalsieger 2006  | 3:2               |                                                  |
| 2007 | FC Aşgabat Meister 2007                      | Şagadam Türkmenbaşy Pokalsieger 2007   | 1:1 3:2 (n. E.)   |                                                  |
| 2008 | Merw Mary Pokalsieger 2008                   | FC Aşgabat Meister 2008                | 3:2               |                                                  |
| 2009 | HTTU Aşgabat Meister 2009                    | Altyn Asyr FK Pokalsieger 2009         | 3:0               | Saparmurat Turkmenbashy Olympic Stadium, Aşgabat |
| 2011 | FC Balkan Botevgrad Meister/Pokalsieger 2010 | Altyn Asyr FK Pokalfinalist 2010       | 4:2               |                                                  |
| 2012 | FC Balkan Botevgrad Meister 2011             | HTTU Aşgabat Pokalsieger 2011          | 2:1 (n. V.)       |                                                  |
| 2013 | HTTU Aşgabat Meister/Pokalsieger 2012        | Balkan FK Pokalfinalist 2012           | 1:1 4:3 (n. E.)   | Türkmenabat Stadium, Türkmenabat                 |
| 2014 | Ahal FK Pokalsieger 2013                     | HTTU Aşgabat Meister 2013              | 4:2               | Aşgabat-Stadion, Aşgabat                         |
| 2015 | Altyn Asyr FK Meister 2014                   | Ahal FK Pokalsieger 2014               | 3:0               | Köpetdag-Stadion, Aşgabat                        |
| 2016 | Altyn Asyr FK Meister/Pokalsieger 2015       | Şagadam Türkmenbaşy Pokalfinalist 2015 | 2:1               | Aşgabat-Stadion, Aşgabat                         |
| 2017 | Altyn Asyr FK Meister/Pokalsieger 2016       | FC Aşgabat Pokalfinalist 2016          | 2:1               | Aşgabat-Stadion, Aşgabat                         |
| 2018 | Altyn Asyr FK Meister 2017                   | Ahal FK Pokalsieger 2017               | 1:0               | Köpetdag-Stadion, Aşgabat                        |
| 2019 | Altyn Asyr FK Meister 2018                   | Köpetdag Aşgabat Pokalsieger 2018      | 2:0               | Köpetdag-Stadion, Aşgabat                        |
| 2020 | Altyn Asyr FK Meister/Pokalsieger 2019       | Ahal FK Pokalfinalist 2019             | 1:1 5:4 (n. E.)   | Aşgabat-Stadion, Aşgabat                         |
| 2021 | Altyn Asyr FK Meister/Pokalsieger 2020       | Köpetdag Aşgabat Pokalfinalist 2020    | 2:0               | Aşgabat-Stadion, Aşgabat                         |
| 2022 | Altyn Asyr FK Meister 2021                   | Şagadam FK Pokalsieger 2021            | 3:1               | Nusaý Stadium, Aşgabat                           |
| 2023 | Ahal FK Meister 2022                         | Şagadam FK Pokalfinalist 2022          | nicht ausgetragen |                                                  |
| 2024 | Arkadag FK Meister 2023                      | Ahal FK Pokalfinalist 2023             | 3:1               | Sport-Toplumy-Stadion, Balkanabat                |